# Matthias Nawrat
Matthias Nawrat (ur. 1979 w Opolu jako Maciej Nawrat) – niemiecki pisarz polskiego pochodzenia.

## Życiorys
W 1989 roku cała rodzina przeprowadziła się do Bambergu. W latach 2000–2007 studiował biologię w Heidelbergu i Fryburgu Bryzgowijskim. Pracował jako niezależny dziennikarz naukowy. W 2009 podjął studia (creative writing) w Szwajcarskim Instytucie Literatury w Biel/Bienne. Jego debiutancka powieść Wir zwei allein ukazała się w 2012 w wydawnictwie Nagel & Kimche.
Odpowiadając na zaproszenie jurorki Hildegard Elisabeth Keller, w 2012 roku Nawrat wziął udział w 36. Dniach Literatury Niemieckojęzycznej, w trakcie których odczytał fragment powieści Unternehmer, za którą otrzymał nagrodę Kelag-Preis o wartości 10.000 euro.
Matthias Nawrat był członkiem PEN-Zentrum Deutschland w latach 2016-2022.
Powieść „Wszystkie śmierci dziadka Jurka”, wydana nakładem wrocławskiego wydawnictwa Bukowy Las w roku 2016 została nominowana do Nagrody Literackiej Europy Środkowej „Angelus” 2017. W 2020 roku został laureatem Europejskiej Nagrody Literackiej.
W 2023 roku otrzymał Nagrodę Literacką Fontane miasta Neuruppin i Brandenburgii za tom poezji Gebete für meine Vorfahren (Modlitwy za moich przodków).

## Dzieła

### Powieści
- Wir zwei allein. Nagel & Kimche, Zurych, 2012.
- Unternehmer. Rowohlt Verlag, Reinbek koło Hamburga, 2014[1].
- Die vielen Tode unseres Opas Jurek, Wydawnictwo Rowohlt, Reinbek koło Hamburga, 2015.
- Der traurige Gast. Wydawnictwo Rowohlt, Reinbek koło Hamburga, 2019.
- Reise nach Maine. Wydawnictwo Rowohlt, Reinbek koło Hamburga, 2021.

### Wiersze
- Gebete für meine Vorfahren. Parasitenpresse, Kolonia, 2022.

### Eseje i dzienniki
- Nowosibirsk. Dziennik. Wydawnictwo Radius, Stuttgart, 2017.
- Über allem ein weiter Himmel. Nachrichten aus Europa. Wydawnictwo Rowohlt, Hamburg, 2024.

### Polskie tłumaczenia
Wszystkie śmierci dziadka Jurka, tł. Anna Wziątek, Bukowy Las, Wrocław 2016.
Wywiad z Matthiasem Nawratem: Matthias NAWRAT, Monika WOLTING: Wytrzymać niejednoznaczność — co to jest: literatura europejska? W: Transfer. Reception Studies 4.

### Pozostałe publikacje
- Rudis roter Hund. W: Entwürfe nr 55. Zurych, 2008.
- Szymon. W: Anthologie zum Uslarer Literaturpreis 2010 „Deutsch-Polnische Grenzerfahrungen einer jungen Generation”. Wydawnictwo Mitzkat Holzminden, Holzminden, 2010.
- Arkadiusz Protasiuk. W: Happy End – Die besten Geschichten aus dem MDR-Literaturwettbewerb 2011. Wyd. Michael Hametner, Wydawnictwo Neues Leben, Berlin, 2011.
- Pan Tadek. W: Poet nr 12, Lipsk, 2012[9].
- Der Mückenschwarm – poetologische Fragmente, am Kern vorbei. W: Volltext 2/2012. Wiedeń, 2012.

## Wszystkie śmierci dziadka Jurka
```
„Wszystkie śmierci dziadka Jurka”
 to saga rodzinna przedstawiona na tle historii Polski. Źródłem inspiracji dla Nawrata stały się prawdziwe opowieści jego dziadka Jurka, którymi dzielił się z wnuczkiem oraz pozostałymi członkami rodziny. Wspomniane tło historyczne obejmuje kilkadziesiąt lat – od czasów okupacji po ostatnie lata PRL-u. Początkiem retrospekcji okazuje się być rzeczywista śmierć dziadka. Narrator staje się uczestnikiem pogrzebu, jednocześnie wracając myślami do swojej przeszłości
[
10
]
. Życie dziadka Jurka zapewniło mu wiele ról do odegrania, a tym samym wiele śmierci do przeżycia – był Więźniem Obozu w Auschwitz, później członkiem PZPR, dyrektorem opolskiego domu handlowego, z którego został wyrzucony w związku z fałszywymi podejrzeniami o łapówkarstwo. Dziadek Jurek do końca życia pozostaje wierny idei komunizmu i z niechęcią patrzy na zięcia, którego życiowym celem staje się nielegalny wyjazd do Kanady
[
11
]
.
```

Powieść „Wszystkie śmierci dziadka Jurka” określana jest mianem tragikomicznej powieści szelmowskiej, która w niebywały sposób odpowiada współczesnej wrażliwości czytelniczej. Niebezpieczeństwu i złu czasów, w jakich przyszło żyć bohaterowi, zostaje przeciwstawiona życiowa mądrość z odpowiednią dozą humoru, bez którego trudno byłoby funkcjonować w ówczesnych formach systemowych Europy. Zaradność dziadka Jurka sprawia, że zmartwychwstaje on z każdej kolejnej śmierci, co z kolei podkreśla groteskowy charakter powieści. Odwołując się do historii, można powiedzieć, że książka wręcz łagodzi okrucieństwa wojny i komunistycznego reżimu.

## Nagrody i wyróżnienia
- Nagroda Literacka MDR (2011)
- Srebrna Świnia Lit.Colognee (2012)
- Stypendium w Literarisches Colloquium Berlin(inne języki) (2012)
- Nagroda Literacka kantonu Berno (2012)
- Kelag-Preis w konkursie im. Ingeborg-Bachmann (2012)
- Stypendium Heinricha Heinego w Lüneburgu (2013)
- Nagroda literacka im. Adelberta von Chamisso (2013)
- Nominacja do Niemieckiej Nagrody Literackiej (Deutscher Buchpreis) za powieść „Unternehmer” (2014)
- Nagroda Literacka miasta Bremy (2016)
- Medal Alfreda Döblina Akademii Nauk i Literatury w Moguncji za powieść „Wszystkie śmierci dziadka Jurka” (2016)
- Nominacja do Nagrody Literackiej Europy Środkowej „Angelus” (2017)
- Europejska Nagroda Literacka (2020)[6]
- Stypendium Funduszu Literatury Niemieckiej (2023)
- Nagroda Literacka im. Fontane miasta Neuruppin i Brandenburgii za tom poezji „Gebete für meine Vorfahren” (2023)